# João de Laet
João de Laet (Joannes ou Johannes de Laet; Antuérpia, 1581 – Leida, 1649) foi um geógrafo neerlandês e diretor da Companhia Holandesa das Índias Ocidentais.
Filho de um rico comerciante, nasceu na Antuérpia em 1581 mas cedo mudou-se a Leida, onde estudou entre 1597 e 1599. Estabeleceu contatos com grandes personagens da época, como o teólogo humanista Joseph Justus Scaliger. Em 1618–1619, participou do Sínodo de Dort da Igreja Reformada Neerlandesa, na cidade de Dordrecht. Em 1621 foi nomeado diretor da recém-criada Companhia Holandesa das Índias Ocidentais, tornando-se uma das pessoas mais influentes na Companhia.
Como geógrafo e etnógrafo, escreveu descrições de países como França (1629), Espanha (1629), Bélgica (1630), Turquia (1630) e Portugal (1642). de Laet manteve uma acirrada polêmica com Hugo Grócio sobre a origem dos povos ameríndios, que Grócio considerada serem descendentes de noruegueses, etíopes e chineses. A polêmica resultou numa troca de opiniões entre os dois estudiosos na década de 1640.
Suas principais obras estão ligadas ao seu trabalho na Companhia das Índias Ocidentais. Publicou uma Descrição do Novo Mundo (Nieuwe Wereldt ofte beschrijvinghe van West-Indien, Leida, 1625). Sobre o Brasil tem: 
- História natural do Brasil (com Georg Marcgraf e Willem Piso)[3][4]
- Roteiro de um Brasil desconhecido: João de Laet, Descrição das Costas do Brasil[5]
- Historia ou Annaes dos feitos da Companhia Privilegiada das Indias Occidentaes desde o seu começo até ao fim do anno de 1636[6][7][8][9][10].